# Нхлангано
Нхлангано (Swazi: [n̩ɬáŋanɔ]) је четврти по величини град у Есватинију (Свазиленд). Административно је седиште региона Шиселвени и 2005. године имао је 9.016 становника. Град се налази на 1050 метара надморске висине, поред реке Ингвавума.

## Име
Град је раније био познат као Гоедгегун, али име је промењено у Нхлангано (што на свазију значи "место састанка") када се енглески краљ Џорџ VI ту састао се са краљем Собузом 1947. године како би му захвалио за ратне напоре током Другог светског рата.